# Jaime Romero
Jaime Romero (Lima, 4 de marzo de 1960) es un artista plástico dedicado a la pintura, el arte de instalación, performances y en menor medida a la restauración y la escultura. Actualmente tiene 65 años. Comparte su trabajo de creación artística con la docencia de modelado, dibujo, pintura y composición en la Facultad de Arte de la Pontificia Universidad Católica del Perú y en la Escuela de artes visuales Corriente Alterna. Desde sus comienzos fue considerado l’ enfant terrible de la pintura peruana. Ha ganado varios premios por su obra y hoy es convocado como jurado en concursos artísticos. Sus obras se encuentran en museos y colecciones privadas.

## Vida
El propio artista ha dado cuenta de su vida a través de distintas entrevistas y reportajes que han aparecido en diversas publicaciones. Su niñez la relata en los siguientes términos:
“Desde niño fui como un milagro. Nací y me dio no sé qué enfermedad y me tuvieron que bautizar de emergencia, con san Martín de Porres como padrino. De agradecimiento usé su hábito hasta los catorce años”. En dicha entrevista se menciona que "con el hábito puesto, y hasta los 14, reclutaba a sus primos y organizaba procesiones en su casa. Su abuela lo llevaba a la iglesia y regresaban de ella con tres o cuatro estampitas nuevas cada vez. Y figuritas de santos. Quería ser sacerdote. Muere una tía que él quiere mucho y Jaime se dedicó a la pintura, sin perder lo místico. Como que esa tía representaba la represión, entonces al irse me puse a dibujar pero no dibujaba cosas santas sino sacrílegas.” La organización de procesiones es un hábito que aún practica el artista.
Una entrevista a propósito de su muestra Primavera Seráfica nos permite saber que "luego ingresó a la Tercera Orden Franciscana de los Descalzos. Conoció la pintura y colgó los hábitos, aunque no la fe; además lo religioso empezó a manifestarse en sus obras. Se manifestaba confundido con lo mundano, lo carnal, lo prohibido.
De 1981 a 1986, realiza estudios formales de pintura y dibujo en la Facultad de Artes Plásticas de la Pontificia Universidad Católica del Perú, en la que se gradúa como primer puesto de su clase. Tuvo como maestros a Adolfo Winternitz, Alejandro Alayza y Julia Navarrete.

## Ideología y pensamiento
La obra de Jaime Romero tiene un trasfondo que ha sido explícitamente manifestado por el artista. En una entrevista declaró que “nadie es ajeno a lo que le rodea y yo menos. De alguna manera esto se refleja en mi obra, ya sea a través de la ironía o de la supuesta trivialidad con la que disfrazamos el mundo violento que nos ha tocado vivir.” La obra de Romero combina elementos que podrían resultar antitéticos: la religión y el erotismo. En un diario, Romero explicó que "en la Biblia hay pasajes que excitan la sensualidad y que a mí me interesa". Sin embargo, añadió: "trato siempre de no ser tan anecdótico ni tan evidente. Así que busco, a través del arte, las posibilidades de expresar, con perfección, mis sueños y vivencias." El proceso creativo del artista aparece documentado, ante la pregunta de cómo se empieza a pintar un cuadro, Romero responde que “a veces surge la idea del título y a partir de esa idea, ya apunto cosas, creo que todos tenemos mucho en el interior, yo prefiero no estarme cuestionando mucho porque si lo hago ya no pinto y empiezo a pensar, qué van a decir, qué van a pensar, si lo van a tomar por este estilo o por el otro, A veces me afianzo o tomo alegorías aunque en realidad no son las propias alegorías sino mis propios personajes, mis propias pesadillas, mis propios seres… todo muy subjetivo.”

## Obra
La obra de Jaime Romero ha pasado por distintos períodos. Con ocasión de una colectiva titulada "Jóvenes Latinoamericanos", Romero describió algunas de las etapas por las que había atravesado su obra: “En un primer momento pintaba exteriores, siempre siendo la figura humana la referencia, he tenido otra etapa en que el color se apagó, se hizo bastante sobrio, ya no era el contraste entre blanco y negro, luego he tenido una etapa con mucho color, bastante expresionista, ahora estoy con tonos un poco apastelados, veladuras de color muy limpias. Ahora el color nuevamente está recobrando fuerza.” “Reivindica su raíz occidental, “nadie puede amar lo que no conoce”, su contexto siempre ha sido Lima, la influencia de la cultura andina en su formación es bastante lejana. Las imágenes que expresan su pintura son imágenes alegóricas, religiosas”.

## Ponencias
2016
Iconografía de Santa María Magdalena en el arte universal y virreinal. Durante el Seminario Arte virreinal y religioso. El 1 y el 3 de marzo en el Museo Convento San Francisco (Cuzco, Perú).

## Exposiciones colectivas
2019
'Herman Braun-Vega. Vida y expresión de un artista del mestizaje'. En el Centro Cultural PUCP entre el 16 de mayo y el 16 de junio.
2018
'XIX Exposición de Arte KAPALA 2018'. En el Club House Kapala entre el 23 y el 25 de febrero.
2017
'XVIII Exposición de Arte KAPALA 2017'. En el Club House Kapala entre el 17 y el 19 de febrero.
'200 Aniversario de Nacimiento del ilustre pintor Ignacio Merino Muñoz (1817 - 2017)'. En la Sala de Artes Visuales del Museo Municipal VicúsMunipiura (Piura), organizado por el Colectivo de Artistas Plásticos y Visuales Nair y Nap. A partir del 30 de enero.
2016
'Imaginando a Cervantes'. En Galería CAF (Torre CAF, Av. Luis Roche, Altamira, Caracas - Venezuela). Desde el 23 de junio de 2016 hasta el 18 de septiembre.
'Dibujo sobre tela. XV Colectiva'. En la Galería Forum. Entre el 15 de junio y el 2 de julio.
2015
'Ortodoxia'. En la Galería Sérvulo Gutiérrez de la Municipalidad de Jesús María. Entre el 19 de noviembre y el 4 de diciembre.
'Flora y Fauna'. En la Galería de Arte del Club Regatas Lima. Entre el 22 de octubre y el 15 de noviembre.
'La Sarita en el QorikanchaLa Sarita en el Qorikancha'. En el Museo del Qorikancha (Cuzco). Entre el 24 de septiembre y el 25 de octubre.
"Poesía". En la Galería Yvonne Sanguineti (Av. Grau 810, Barranco). Entre el 12 de agosto y el 5 de septiembre.
"Art Fest". En el Centro Cultural Juan Parra del Riego. Entre el 4 y el 15 de febrero.
2014
"Oktubre!" En la 'Sala 770' y 'Sala Raúl Porras Barrenechea' del Centro Cultural Ricardo Palma. Entre el 15 de octubre y el 2 de noviembre.
"Trece por Uno". En la Sala de Arte del Centro Cultural El Olivar de la Municipalidad de San Isidro. Entre el 9 y el 23 de septiembre.
"31ª Bienal de San Pablo" intitulada "Como falar de cosas que não existem". Entre el 6 de septiembre y el 7 de diciembre de 2014. Organizado por la Fundação Bienal de São Paulo, Jaime Romero participó con la obra 'Ken 1960'.
"100 por La Sarita - Exposición colectiva por el 5.º aniversario de la Galería Delbarrio". En Galería Delbarrio desde el 4 de septiembre hasta el 26 de octubre.
"XV Exposición de Arte Kapala 2014". Organiza: Galería Forum. Entre el 7 y el 9 de febrero.

## Exposiciones individuales
2018
'Cuaresma' en la Sala Siete Setenta (Centro Cultural Ricardo Palma, Lima) a partir del 7 de marzo.
2017
'Venturosa'. En la Casa de la Emancipación (Trujillo). A partir del 27 de octubre. 
2013
"Vanitas vanitatum", exposición de pintura, escultura y collage. Instalación y acción. Centro Cultural 'El Olivar' de San Isidro, Lima, Perú (enlace roto disponible en Internet Archive; véase el historial, la primera versión y la última)..
2012
“Penitente. Acción de fe”. Pintura, Instalación, objetos. Instituto Cultural Peruano Norteamericano. Miraflores, Lima, Perú.
“Litaniae Sanctorum”. Sala de Exposiciones Temporales, Centro de Artes, Tradiciones y Culturas Populares de Baja California Sur. La Paz Baja California Sur, México.
2011 
“Encuentros de Antología Eduardo Llanos & Jaime Romero”. 460 aniversario de la Universidad Nacional Mayor de San Marcos. Centro Cultural de San Marcos, Centro Histórico de Lima, Perú.
2007
“Celeste y Terreno”, pinturas. Casa de la Emancipación BBVA Banco Continental, Trujillo, Perú.
2006
“Excusados” - Before & Alter (Idealized self-portraits). Sala Luis Miró Quesada Garland, Miraflores, Lima, Perú
2000
"Ara Pacis" Altar de la Paz. Instalaciones, Estandartes y Pinturas. Sala Raúl Porras Barrenechea, Centro Cultural Ricardo Palma, Miraflores, Lima, Perú.
1997
"Miserere Nobis". Complejo Cultural Chaves de la Rosa, Arequipa, Perú.
1997
"Audi nos - Exaudi nos". Serie de Mártires, Vírgenes castas y puras. Galería Forum, Lima, Perú.
1995
"Simples Mortales", Serie de Caínes y Ábeles. Galería Praxis Arte Internacional, Barranco, Lima, Perú.
1992
"Globis Terrestris- Oceanus Peruvianus"Galería Praxis Arte Internacional, Barranco, Lima, Perú.
1991
"Desterradas hijas de Eva". Galería Forum, Lima, Perú
1989
"Seráfica Primavera Morada". Galería Forum, Lima, Perú
1988
"Relicarios", Instalación y Pinturas. Centro Cultural de la Municipalidad de Miraflores, Lima, Perú

## Otras actividades artísticas
Jaime Romero también ha formado parte del Jurado de varios concursos de Pintura a nivel nacional:
2015
XIV Concurso de Pintura al aire libre “Trujillo en Primavera 2015” y XII Concurso denominado “Bellezas, estampas, usos y costumbres de Trujillo” dentro del 65º Festival Internacional de la Primavera; organizado por el Club de Leones de Trujillo en septiembrePremian a ganadores de concursos de pintura por 65º Festival de Primavera Archivado el 22 de diciembre de 2015 en Wayback Machine..

## Premios
Al terminar la carrera de pintura, Romero obtuvo el premio Adolfo Winternitz por ser el primer puesto de su promoción. Ese mismo año se le otorgó el premio "Paul Grinstein Colbaux" que era entregado por los críticos de arte al mejor alumno de la facultad, incluyendo no solamente a los alumnos de la especialidad de pintura, sino a los de las especialidades de gráficas, grabado y escultura. Romero ganó en todos los concursos en los que se presentó hasta que en el 1989 decide no presentarse más en ningún concurso. He aquí los premios obtenidos por el artista:
1986
Primer Premio de Pintura "Adolfo Winternitz" de la Pontificia Universidad Católica del Perú.
Premio Anual de Pintura "Paul Grinstein Colbaux", Premio de la Crítica.
1987
Medalla de Oro. Primer Salón de Pintura y Escultura de Jóvenes Artistas Peruanos,
Banco Central de Reserva del Perú.
1988
III Premio del Concurso Nacional de Artistas Jóvenes,
Southern Peru Cooper Corporation - ICPNA - Arequipa, Perú.
1989
Mención Honrosa, Concurso Nacional de Pintura "Checa Solari".
2011
“Reconocimiento al Trabajo y al Emprendimiento”. Medalla Ministerio de Trabajo y Promoción del Empleo.